# DM i cykelcross
Danmarksmesterskaberne i cykelcross er en årligt tilbagevendende begivenhed i dansk cykelcross, som startede i 1970. Fra starten blev der kun kåret en danmarksmester for elite-herrer og herrejunior. U23-herrerne fik i 2016 deres egen rekordliste, og rytterne måtte derfra ikke deltage hos eliten, hvis de ved samme stævne havde kørt som U23.
Hos herrerne har Henrik Djernis rekorden med 16 titler, hvor af 14 af dem er i streg. Hos kvinderne har Caroline Bohé rekorden med syv sejre, hvor mesterskabet i 2025 var det seneste.

## Vindere

### Herrer
| År                                            | Guld                 | Sølv                  | Bronze                 |
| --------------------------------------------- | -------------------- | --------------------- | ---------------------- |
| Medaljevindere ved DM i cykelcross for herrer |                      |                       |                        |
| 1970                                          | Egon Laursen         | Eigil Sørensen        | Jørgen Emil Hansen     |
| 1971                                          | Henning Rasmussen    | Leif Jørgensen        | Eigil Sørensen         |
| 1972                                          | Eigil Sørensen       | Ole Borregård         | Henning Rasmussen      |
| 1973                                          | Leif Jørgensen       | Jørgen Emil Hansen    | Finn Andersen          |
| 1974                                          | Leif Jørgensen       | Finn Andersen         | Jan Høegh              |
| 1975                                          | Leif Jørgensen       | Benny Pedersen        | Gunnar Vangsgaard      |
| 1976                                          | Leif Jørgensen       | Eigil Sørensen        | Gunnar Vangsgaard      |
| 1977                                          | Leif Jørgensen       | Allan Møller          | Per Breinholt          |
| 1978                                          | Leif Jørgensen       | Eigil Sørensen        | Palle Andersen         |
| 1979                                          | Leif Jørgensen       | Allan Møller          | Palle Andersen         |
| 1980                                          | Allan Møller         | Leif Jørgensen        | Palle Andersen         |
| 1981                                          | Allan Møller         | Leif Jørgensen        | Palle Andersen         |
| 1982                                          | Allan Møller         | Leif Jørgensen        | Palle Andersen         |
| 1983                                          | Allan Møller         | Leif Jørgensen        | Palle Andersen         |
| 1984                                          | Allan Møller         | Palle Andersen        | Jan Erik Østergaard    |
| 1985                                          | Henrik Djernis       | Jan Erik Østergaard   | Palle Andersen         |
| 1986                                          | Henrik Djernis       | Allan Møller          | Jan Aaling             |
| 1987                                          | Henrik Djernis       | Allan Møller          | Arne Jørgensen         |
| 1988                                          | Henrik Djernis       | Benny Kjælby          | Michael Jørgensen      |
| 1989                                          | Henrik Djernis       | Michael Jørgensen     | Allan Møller           |
| 1990                                          | Henrik Djernis       | Michael Jørgensen     | Ernst Hansen           |
| 1991                                          | Henrik Djernis       | Michael Jørgensen     | Thomas Nørup           |
| 1992                                          | Henrik Djernis       | Michael Jørgensen     | Jan Erik Østergaard    |
| 1993                                          | Henrik Djernis       | Jan Erik Østergaard   | Peter Faldt Jensen     |
| 1994                                          | Henrik Djernis       | Michael Jørgensen     | Mark Tune Madsen       |
| 1995                                          | Henrik Djernis       | Jan Erik Østergaard   | Michael Jørgensen      |
| 1996                                          | Henrik Djernis       | Michael Jørgensen     | Jesper Agergaard       |
| 1997                                          | Henrik Djernis       | Jesper Agergaard      | Klaus P. Nielsen       |
| 1998                                          | Henrik Djernis       | Klaus P. Nielsen      | Thomas Bonne           |
| 1999                                          | Jesper Agergaard     | Thomas Bonne          | Henrik Djernis         |
| 2000                                          | Henrik Djernis       | Rene Lohse            | Thomas Bonne           |
| 2001                                          | Henrik Djernis       | Peter Riis Andersen   | Rene Lohse             |
| 2002                                          | Kim Sigmann Petersen | Tommy Moberg Nielsen  | Thomas Bonne           |
| 2003                                          | Tommy Moberg Nielsen | Thomas Bonne          | Joachim Parbo          |
| 2004                                          | Kim Sigmann Petersen | Tommy Moberg Nielsen  | Joachim Parbo          |
| 2005                                          | Kim Sigmann Petersen | Tommy Moberg Nielsen  | Joachim Parbo          |
| 2006                                          | Joachim Parbo        | Anders Klinkby        | Christian Poulsen      |
| 2007                                          | Joachim Parbo        | Tommy Moberg Nielsen  | Christian Poulsen      |
| 2008                                          | Christian Poulsen    | Joachim Parbo         | Tommy Moberg Nielsen   |
| 2009                                          | Joachim Parbo        | Christian Poulsen     | Tommy Moberg Nielsen   |
| 2010                                          | Joachim Parbo        | Tommy Moberg Nielsen  | Kenneth Hansen         |
| 2011                                          | Kenneth Hansen       | Joachim Parbo         | Tommy Moberg Nielsen   |
| 2012                                          | Kenneth Hansen       | Jonas Pedersen        | Tommy Moberg Nielsen   |
| 2013                                          | Kenneth Hansen       | Jonas Pedersen        | Tommy Moberg Nielsen   |
| 2014                                          | Jonas Pedersen       | Kenneth Hansen        | Joachim Parbo          |
| 2015                                          | Benjamin Justesen    | Søren Nissen          | Joachim Parbo          |
| 2016                                          | Simon Andreassen     | Kenneth Hansen        | Klaus Nielsen          |
| 2017                                          | Simon Andreassen     | Sebastian Fini        | Kenneth Hansen         |
| 2018                                          | Sebastian Fini       | Kenneth Hansen        | Niels Bech Rasmussen   |
| 2019                                          | Sebastian Fini       | Kenneth Hansen        | Joachim Parbo          |
| 2020                                          | Sebastian Fini       | Jonas Lindberg        | Lasse Laugesen         |
| 2021                                          | Sebastian Fini       | Jonas Lindberg        | Ian Millennium         |
| 2022                                          | Simon Andreassen     | Gustav Frederik Dahl  | Oliver Vedersø Sølvhøj |
| 2023                                          | Sebastian Fini       | Gustav Wang           | Tobias Lillelund       |
| 2024                                          | Daniel Weis          | Bjørn Andreassen      | Karl-Erik Rosendahl    |
| 2025                                          | Daniel Weis          | Mads Schulz Jørgensen | Jonas Posselt Gamborg  |
| 2026                                          |                      |                       |                        |

### Damer
| År                                           | Guld                   | Sølv                      | Bronze                          |
| -------------------------------------------- | ---------------------- | ------------------------- | ------------------------------- |
| Medaljevindere ved DM i cykelcross for damer |                        |                           |                                 |
| 1990                                         | Gitte Hjortflod Jensen |                           |                                 |
| 1991                                         | Sanne Schmidt          | Karen Jakobsen            | Maria Nybo                      |
| 1997                                         | Lotte Schmidt          | Karen Jakobsen            |                                 |
| 2000                                         | Karen Jakobsen         |                           |                                 |
| 2002                                         | Mette Andersen         | Karen Jakobsen            | Lis Jacobsen                    |
| 2003                                         | Mette Andersen         | Nadine Bruhn              | Karen Jakobsen                  |
| 2004                                         | Nadine Bruhn           | Karen Jacobsen            | Lis Jacobsen                    |
| 2005                                         | Mette Andersen         | Janni Vestergaard Nielsen | Karen Jakobsen                  |
| 2006                                         | Julie Bollerup         | Janni Vestergaard Nielsen | Nina Hovn                       |
| 2007                                         | Karen Jacobsen         | Nicoline Hansen           | Mie Brix                        |
| 2008                                         | Nikoline Hansen        | Maria Kruse               | Birgitte Bernt Nielsen          |
| 2009                                         | Nikoline Hansen        | Birgitte Bernt Nielsen    | Trine Lorentzen                 |
| 2010                                         | Nikoline Hansen        | Mette Andersen            | Birgitte Bernt Nielsen          |
| 2011                                         | Annika Langvad         | Margriet Kloppenburg      | Nikoline Hansen                 |
| 2012                                         | Nikoline Hansen        | Margriet Kloppenburg      | Signe Diana Strandvig           |
| 2013                                         | Margriet Kloppenburg   | Cathrine Grage            | Helle Qvortrup Bachmann         |
| 2014                                         | Annika Langvad         | Margriet Kloppenburg      | Cathrine Grage                  |
| 2015                                         | Annika Langvad         | Helle Haugaard Jessen     | Cathrine Grage                  |
| 2016                                         | Caroline Bohé          | Malene Degn               | Margriet Kloppenburg            |
| 2017                                         | Malene Degn            | Caroline Bohé             | Mie Saabye                      |
| 2018                                         | Malene Degn            | Caroline Bohé             | Kristina Thrane                 |
| 2019                                         | Caroline Bohé          | Viktoria Smidth Knudsen   | Signe Koch                      |
| 2020                                         | Caroline Bohé          | Anna-Sofie Nørgaard       | Maria Barbara Holm              |
| 2021                                         | Caroline Bohé          | Sofie Heby Pedersen       | Signe Koch                      |
| 2022                                         | Caroline Bohé          | Julie Lillelund           | Olympia Bianca Norrid-Mortensen |
| 2023                                         | Caroline Bohé          | Ann-Dorthe Lisbygd        | Julie Lillelund                 |
| 2024                                         | Ann-Dorthe Lisbygd     | Sara Aaboe Kallestrup     | Luna Ennemark Høiriis           |
| 2025                                         | Caroline Bohé          | Ann-Dorthe Lisbygd        | Mille Foldager Nielsen          |
| 2026                                         |                        |                           |                                 |